# Lidová fronta (Ukrajina)
Lidová fronta (ukrajinsky: Народний фронт) je ukrajinská politická strana, založená v roce 2014 Arsenijem Jaceňukem a Oleksandrem Turčynovem. Mnoho členů bylo původně ve straně Baťkivščyna, vč. dvou zmiňovaných. Ve volbách do Verchovné rady v roce 2014 získala Lidová fronta 82 křesel.